# Cambala hubrichti
Cambala hubrichti är en mångfotingart som beskrevs av Hoffman 1958. Cambala hubrichti ingår i släktet Cambala och familjen Cambalidae. Inga underarter finns listade i Catalogue of Life.